# Barrage d'Arroyito

Schéma du lac de retenue du barrage d'Arroyito sur le río Limay.

Le barrage d'Arroyito, en Argentine, est un des cinq barrages construits sur le río Limay. Il est construit en aval du barrage d'El Chocón, au niveau de la frontière entre la province de Neuquén et celle de Río Negro.
Il est situé dans la région du Comahue, à 45 km au sud-ouest de la ville de Neuquén, aux environs immédiats de la petite localité d'Arroyito.

## Description
Le barrage a été inauguré en 1979. Ses coordonnées approximatives sont 39° 06′ 56″ S, 68° 34′ 47″ O.  
Il mesure 37 m de haut et 3 500 m de long. Il génère principalement de l'électricité. Sa puissance installée est de 120 mégawatts, ce qui lui permet de produire 560 gigawattheures/an (560 millions de kilowattheures). Il sert en outre de barrage régulateur du barrage d'El Chocón, localisé en amont.
- Altitude du plan d'eau : 315 m
- Profondeur moyenne du lac de retenue : 7,7 m
- Profondeur maximale : 15 m
- Surface du lac de retenue au niveau max. normal : 38,6 km2
- Volume total de la retenue : 300 000 000 m3
- Module du río Limay : 720 m3/s

## Usine d'eau lourde
Sur la rive nord-ouest du lac de retenue, non loin du barrage, se trouve une importante usine productrice d'eau lourde (Planta Industrial de Agua Pesada - PIAP), d'une capacité de 200 tonnes par an, appartenant à l'entreprise d'état ENSI.

## Sources
- (es) InterTourNet : Embalse Arroyito
- (es) Región Comahue